# Battaglia di Punta Cabrita
La battaglia di Punta Cabrita (nota anche col nome di battaglia di Marbella) ebbe luogo nel corso della guerra di successione spagnola. Lo scontro ebbe luogo il 21 marzo del 1705 presso Punta Cabrita, vicino Marbella, tra una squadra francese di 18 navi al comando di Jean-Bernard de Pointis ed una squadra combinata composta da 23 navi inglesi, quattro olandesi e otto portoghesi di diverse dimensioni al comando di John Leake.

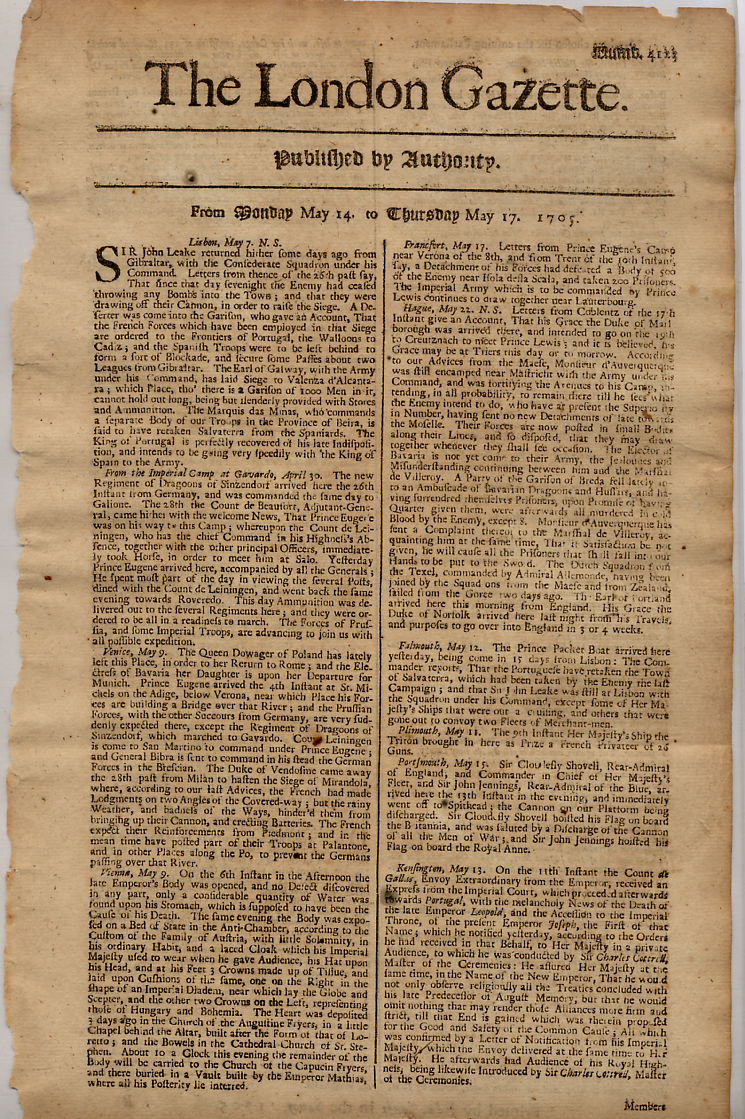
La London Gazette, datata 14–17 maggio 1705 che descrive il ritorno di Leake da Gibilterra dopo la battaglia.

## La battaglia
La squadra di Leake raggiunse lo Stretto di Gibilterra nella tarda mattinata del 9, e si ancorò per la notte. La mattina successiva, alle 5,30 circa, erano a due miglia da Punta Cabrita, dove avvistarono cinque vele che uscivano dalla baia di Gibilterra. Queste si palesarono per i vascelli Magnanime (74), Lys (86), Ardent (66), Arrogant (60), e Marquis (66), tutti francesi. Questi una volta avvistati fecero dapprima rotta per la Costa di Barberia ma, vedendosi inferiori in velocità, accostarono verso il litorale spagnolo.

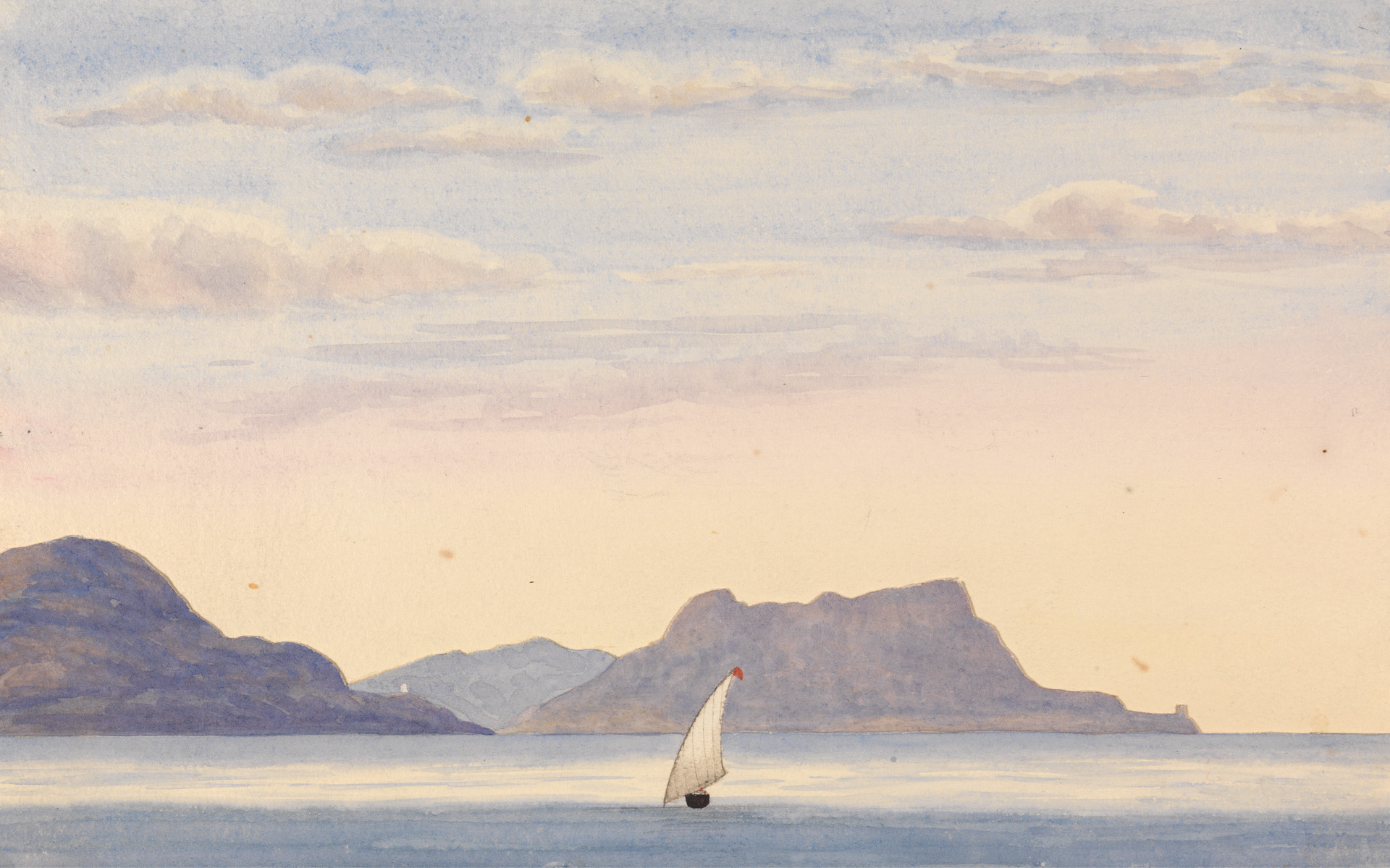
Punta Cabrita nel 1843

Alle 9 del mattino Sir Thomas Dilkes sulla HMS Revenge, con le navi HMS Newcastle (1704), Antelope ed una nave da guerra olandese arrivarono a distanza di tiro della Arrogant, che dopo una breve resistenza si arrese. Prima dell'una di pomeriggio due navi olandesi catturarono la Ardent e la Marquis; Magnanime e Lys furono costrette ad incagliarsi sulla costa ad ovest di Marbella. La Magnanime, nave ammiraglia di De Pointis, si incagliò con tanta forza che gli alberi spezzati precipitarono fuoribordo ed i francesi, subito dopo, bruciarono le due navi per impedirne la cattura.
Il resto della squadra francese era stato spazzato via dall'ancoraggio da una tempesta e si era rifugiato nella baia di Malaga. A quel punto, le navi rimaste filarono i cavi abbandonando le ancore e presero la via di Tolone.